# Ceratopsyche setensis
Ceratopsyche setensis är en nattsländeart som först beskrevs av Iwata 1927.  Ceratopsyche setensis ingår i släktet Ceratopsyche och familjen ryssjenattsländor. Inga underarter finns listade i Catalogue of Life.